# 坎甘
坎甘是伊朗的城市，位於該國西南部波斯灣沿岸，由布什爾省負責管轄，距離首府布什爾170公里，海拔高度1米，該市附近有天然氣田，2006年人口23,921。